# Královští sokoli Hradec Králové
Královští sokoli Hradec Králové je český basketbalový klub, který sídlí v Hradci Králové ve stejnojmenném kraji. Založen byl v roce 1924 a patří tak k nejstarším basketbalovým klubům v republice. Svůj současný název nese od roku 2015. Od sezóny 2018/19 působil v české nejvyšší basketbalové soutěži, známé pod sponzorským názvem Kooperativa NBL. Od neúspěšné baráže na konci sezóny 2022/2023 tým nastupoval v 1.lize. Nejvyšší soutěže opět hraje od roku 2025/26. Klubové barvy jsou černá a bílá a oranžová.
Své domácí zápasy odehrává ve sportovní hale Třebeš.

## Historické názvy
Zdroj: 
- 1924 – TJ Sokol Hradec Králové-Pražské Předměstí 2 (Tělocvičná jednota Sokol Hradec Králové-Pražské Předměstí 2)
- 1953 – TJ Dynamo Hradec Králové (Tělocvičná jednota Dynamo Hradec Králové)
- 1990 – Sokol Hradec Králové 2
- 2015 – Královští sokoli Hradec Králové
- 2024 – BK GAPA Hradec Králové (muži) / Královští sokoli (mládež)

## Umístění v jednotlivých sezonách
Stručný přehled
Zdroj: 
- 1991–1992: 1. liga (1. ligová úroveň v Československu)
- 1993–1994: 1. liga (1. ligová úroveň v České republice)
- 2007–2009: 2. liga – sk. B (3. ligová úroveň v České republice)
- 2009–2018: 1. liga (2. ligová úroveň v České republice)
- 2018–2023: Národní basketbalová liga (1. ligová úroveň v České republice)
- od 2023 tým nastupuje v 1.lize

Jednotlivé ročníky
Zdroj: 
Legenda: ZČ – základní část, červené podbarvení – sestup, zelené podbarvení – postup, fialové podbarvení – reorganizace, změna skupiny či soutěže
| Československo (1991 – 1993) |                           |           |           |                                     |                        |
| Sezóny                       | Soutěž                    | Úroveň    | ZČ        | Play-off, nadstavba, sk. o udržení… | Poznámky               |
| 1991/92                      | 1. liga                   | 1. úroveň | 16. místo |                                     | Sestup                 |
| …                            |                           |           |           |                                     |                        |
| Česko (1993 – )              |                           |           |           |                                     |                        |
| Sezóny                       | Soutěž                    | Úroveň    | ZČ        | Play-off, nadstavba, sk. o udržení… | Poznámky               |
| 1993/94                      | 1. liga                   | 1. úroveň | 11. místo | Play-out (4. místo)                 | Sestup                 |
| …                            |                           |           |           |                                     |                        |
| 2007/08                      | 2. liga – sk. B           | 3. úroveň | 9. místo  |                                     |                        |
| 2008/09                      | 2. liga – sk. B           | 3. úroveň | 5. místo  |                                     | Administrativní postup |
| 2009/10                      | 1. liga                   | 2. úroveň | 10. místo | Play-out (1. místo)                 |                        |
| 2010/11                      | 1. liga                   | 2. úroveň | 6. místo  | Semifinále                          |                        |
| 2011/12                      | 1. liga                   | 2. úroveň | 4. místo  | Čtvrtfinále                         |                        |
| 2012/13                      | 1. liga                   | 2. úroveň | 2. místo  | Semifinále                          |                        |
| 2013/14                      | 1. liga                   | 2. úroveň | 1. místo  | Semifinále                          |                        |
| 2014/15                      | 1. liga                   | 2. úroveň | 2. místo  | Finále                              |                        |
| 2015/16                      | 1. liga                   | 2. úroveň | 1. místo  | Finále                              |                        |
| 2016/17                      | 1. liga                   | 2. úroveň | 1. místo  | Baráž o NBL (prohra)                |                        |
| 2017/18                      | 1. liga                   | 2. úroveň | 1. místo  | Baráž o NBL (výhra)                 | Postup                 |
| 2018/19                      | Národní basketbalová liga | 1. úroveň | 12. místo | Baráž o NBL (1. místo)              |                        |
| 2019/20                      | Národní basketbalová liga | 1. úroveň | 9. místo  | (Předčasně ukončeno)                |                        |